# Sidrabukten
Sidrabukten är en bukt i Medelhavet på Libyens norra kust; den är också känd som Sirtebukten. Den är belägen vid staden Sirte. I Romerska riket var platsen känd som Syrtis Maior, Stora Syrten. Bukten utgör Medelhavets sydligaste del och var i forntiden beryktad för sina grund och sandbankar.
Tonfiske är en viktig inkomstkälla i bukten.